# Lois & Clark: The New Adventures of Superman
Lois & Clark: The New Adventures of Superman was een Amerikaanse televisieserie gebaseerd op de superheld Superman van DC Comics. De serie werd oorspronkelijk uitgezonden tussen 12 september 1993 en 14 juni 1997. Hoofdrollen werden gespeeld door Dean Cain en Teri Hatcher. De serie werd geproduceerd door Warner Bros. Television voor ABC.

## Verhaal
In 1966 zien Jonathan & Martha Kent een klein ruimteschip neerstorten in een veld vlak bij hun dorp Smallville, Kansas. In het schip vinden ze een baby. Ze besluiten het kind te adopteren en noemen hem Clark. In de loop der jaren ontdekken de Kents dat Clark bovenmenselijke krachten bezit.
Zevenentwintig jaar later verhuist Clark naar Metropolis waar hij een baan neemt als journalist bij de Daily Planet. Hier wordt hij al snel partner van Lois Lane. Hoewel Clark meteen verliefd wordt op Lois, ziet zij hem niet staan. Clark besluit tevens iets te doen met zijn bovenmenselijke krachten. Hij neemt het alter ego Superman aan en wordt een held. Dit brengt hem al snel in conflict met Lex Luthor, een rijke industrialist die veel van Metropolis in handen heeft en zijn eigen smerige zaakjes regelt. Lois wordt verliefd op Superman, niet wetende dat hij Clark is. Tegen het eind van het eerste seizoen bereikt het conflict tussen Superman en Lex een hoogtepunt. Lex probeert met Lois te trouwen, maar wordt eindelijk ontmaskerd als de crimineel die hij werkelijk is. Hij weigert zich te laten arresteren, en springt vanuit zijn kantoor naar beneden, waarbij hij om het leven komt.
In seizoen 2 beginnen Clark en Lois hun relatie te versterken. Tevens krijgen ze te maken met een aantal nieuwe schurken, en zelfs met een uit de dood herrezen Lex. Een aantal van de schurken in dit seizoen zijn bekende supermanvijanden zoals Metallo, Prankster, intergang, en de Toyman. Tevens krijgen Lois en Clark te maken met een tijdreizende schurk genaamd Tempus, die later in de serie nog een paar maal opduikt. Aan het eind van het seizoen vraagt Clark Lois ten huwelijk, maar de aflevering eindigt met een cliffhanger waardoor de kijker pas in het volgende seizoen Lois’ antwoord te horen krijgt.
Aan het begin van seizoen 3 bekent Lois dat ze reeds ontdekt heeft dat Clark Superman is. Wel accepteert ze uiteindelijk Clarks aanzoek nadat ze zelf heeft ervaren hoe het is om Superman te moeten zijn (ze krijgt per ongeluk tijdelijk Clarks krachten). De twee trouwen uiteindelijk, maar tot zijn schok ontdekt Clark dat de Lois met wie hij is getrouwd een kloon is. De echte Lois is gevangen door Lex, en wordt langzaam tegen Clark opgezet. Clark kan Lex stoppen waarbij de crimineel voorgoed om het leven komt, maar Lois verliest haar geheugen. Er breekt een lange periode aan waarin zij zich moet zien te herinneren wie ze is.
Aan het eind van het derde seizoen landen twee aliens op Aarde die van dezelfde planeet komen als Clark. Ze komen Clark, die in werkelijkheid Kal-El blijkt te heten, halen omdat hij nodig is op de planeet waar de andere overlevenden van Clarks’ volk wonen. In seizoen vier gaat Clark met hen mee. Hij krijgt het aan de stok met een slechte Kryptoniaan, en de strijd wordt op aarde beslecht. Nu dit achter de rug is trouwen de echte Lois en Clark. Tegen het einde van het seizoen krijgt het duo te maken met de zoon van Lex Luthor. In de laatste aflevering van de serie krijgen Lois en Clark een kind toegewezen, dat net als Clark afkomstig is van Krypton.

## Productie
De serie hanteert een groot aantal van de veranderingen die na de verhaallijn Crisis on Infinite Earths werden aangebracht in de Superman-strips door onder andere John Byrne. Zo is duidelijk Clark Kent de primaire persoonlijkheid en Superman slechts een tweede identiteit. In eerdere strips was dit juist andersom. Ook is Lex Luthor in de serie een corrupte industrieel en geen gestoorde wetenschapper.
De reden dat Lex Luthor na 1 seizoen vrijwel geheel uit de serie werd geschreven was vanwege onenigheid tussen de producers en acteur John Shea over het feit dat Shea voor verschillende opdrachten geregeld heen en weer moest reizen tussen New York en Los Angeles.
Het derde seizoen van de serie was het populairst, met gemiddeld 15 miljoen kijkers per aflevering. Het huwelijk tussen Lois en Clark in dit seizoen werd expres een paar maal uitgesteld om samen te kunnen vallen met het huwelijk tussen de twee in de stripserie.
De serie eindigde met een cliffhanger daar Lois & Clark onverwacht een baby voor hun deur vinden met het bericht dat dit kind aan hen wordt toevertrouwd. Volgens producer Brad Buckner zou in een gepland vijfde seizoen dit kind blijken af te stammen van de koninklijke familie van Krypton, en zijn toevertrouwd aan Lois en Clark om hem te beschermen tegen een huurmoordenaar.

## Cast

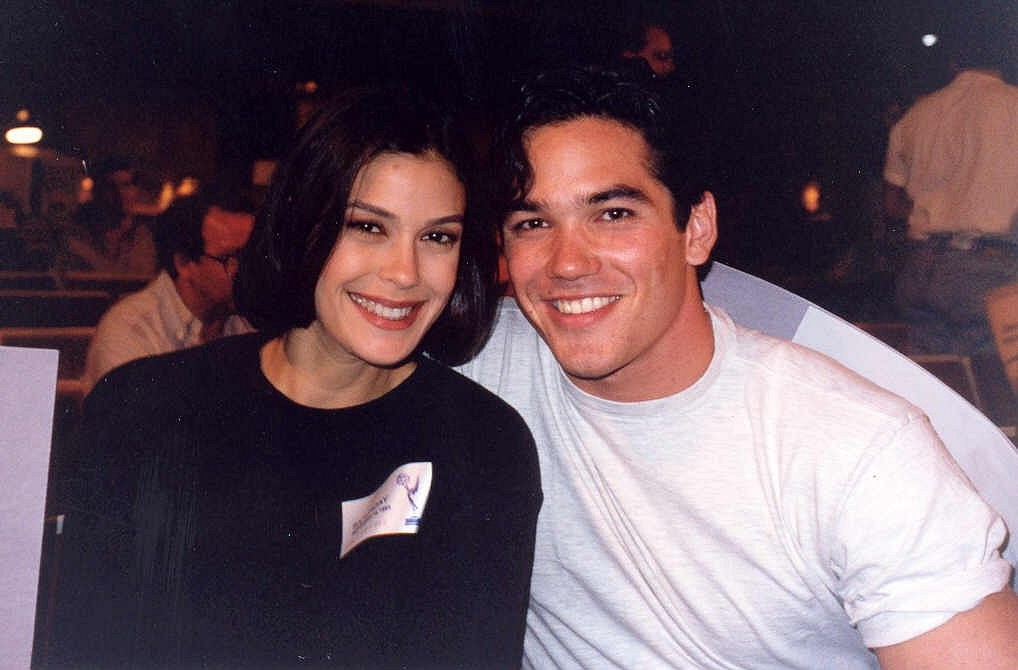
Teri Hatcher en Dean Cain tijdens de 45e Emmy Awards uitreiking in 1993

- Dean Cain als Clark Kent / Superman
- Teri Hatcher als Lois Lane
- Lane Smith als Perry White
- Michael Landes als Jimmy Olsen (seizoen 1)
- Justin Whalin als Jimmy Olsen (seizoen 2 t/m 4)
- K Callan als Martha Kent
- Eddie Jones als Jonathan Kent
- John Shea als Lex Luthor (Seizoen 1, gastrol in Seizoen 2, Twee gastrollen in seizoen 3, en een audiocameo in seizoen 4)

## Afleveringen

### Seizoen 1
1. Pilot (1)
2. Pilot (2)
3. Strange Visitor (From Another Planet)
4. Neverending Battle
5. I'm Looking Through You
6. Requiem for a Superhero
7. I've Got a Crush on You
8. Smart Kids
9. The Green, Green Glow of Home
10. The Man of Steel Bars
11. Pheromone, My Lovely
12. Honeymoon in Metropolis
13. All Shook Up
14. Witness
15. Illusions of Grandeur
16. The Ides of Metropolis
17. Foundling
18. The Rival
19. Vatman
20. Fly Hard
21. Barbarians at the Planet (1)
22. The House of Luthor (2)

### Seizoen 2
1. Madame Ex
2. Wall of Sound
3. The Source
4. The Prankster
5. Church of Metropolis
6. Operation Blackout
7. That Old Gang of Mine
8. A Bolt from the Blue
9. Season's Greedings
10. Metallo
11. Chi of Steel
12. The Eyes Have It
13. The Phoenix
14. Top Copy
15. Return of the Prankster
16. Lucky Leon
17. Resurrection
18. Tempus Fugitive
19. Target: Jimmy Olsen!
20. Individual Responsibility
21. Whine, Whine, Whine
22. And the Answer Is...

### Seizoen 3
1. ... We Have a Lot to Talk About
2. Ordinary People
3. Contact
4. When Irish Eyes Are Killing
5. Just Say Noah
6. Don't Tug on Superman's Cape
7. Ultra Woman
8. Chip Off the Old Clark
9. Super Mann
10. Virtually Destroyed
11. Home Is Where the Hurt Is
12. Never on Sunday
13. The Dad Who Came in from the Cold
14. Tempus Anyone?
15. I Now Pronounce You...
16. Double Jeopardy
17. Seconds
18. Forget Me Not
19. Oedipus Wrecks
20. It's a Small World After All
21. Through a Glass, Darkly
22. Big Girls Don't Fly

### Seizoen 4
1. Lord of the Flys (1)
2. Battleground Earth (2)
3. Swear to God, This Time We're Not Kidding
4. Soul Mates
5. Brutal Youth
6. The People vs. Lois Lane (1)
7. Dead Lois Walking (2)
8. Bob and Carol and Lois and Clark
9. Ghosts
10. Stop the Presses
11. 'Twas the Night Before Mxymas
12. Lethal Weapon
13. Sex, Lies and Videotape
14. Meet John Doe (1)
15. Lois and Clarks (2)
16. AKA Superman
17. Faster Than A Speeding Vixen (1)
18. Shadow Of A Doubt (2)
19. Voice From The Past (3)
20. I've Got You Under My Skin
21. Toy Story
22. The Family Hour

## Soundtrack
1. Main Title Theme
2. Mothership
3. Lois & Clark Courting
4. Final Proposal
5. Clark in the Country
6. Final Battle
7. Lois' Big Band
8. Clark's Salsa
9. Superman Says Goodbye
10. Lois & Clark's New Home
11. Baby Dreams
12. Villains
13. Superman Flies Home
14. Lois & Clark's First Love Theme
15. Virtual Reality
16. Tez Arrives
17. Zarah & Ching
18. Tempus
19. Clark Fun
20. Playing the Game
21. Main Title Theme (Extended Mix)